# Кларенс (переписна місцевість, Нью-Йорк)
Кларенс (англ. Clarence) — переписна місцевість (CDP) в США, в окрузі Ері штату Нью-Йорк. Населення — 2733 особи (2020).

## Географія
Кларенс розташований за координатами 42°58′33″ пн. ш. 78°35′43″ зх. д. / 42.97583° пн. ш. 78.59528° зх. д. (42.975730, -78.595325).  За даними Бюро перепису населення США в 2010 році переписна місцевість мала площу 7,54 км², з яких 7,37 км² — суходіл та 0,17 км² — водойми.

## Демографія
Згідно з переписом 2010 року, у переписній місцевості мешкало 2646 осіб у 1025 домогосподарствах у складі 632 родин. Густота населення становила 351 особа/км².  Було 1089 помешкань (144/км²).
Расовий склад населення:
| - 98,0 % — білих - 0,8 % — азіатів - 0,5 % — чорних або афроамериканців - 0,2 % — корінних американців |

До двох чи більше рас належало 0,4 %. Частка іспаномовних становила 0,8 % від усіх жителів.
За віковим діапазоном населення розподілялося таким чином: 17,6 % — особи молодші 18 років, 49,7 % — особи у віці 18—64 років, 32,7 % — особи у віці 65 років та старші. Медіана віку мешканця становила 52,2 року. На 100 осіб жіночої статі у переписній місцевості припадало 79,4 чоловіків;  на 100 жінок у віці від 18 років та старших — 73,5 чоловіків також старших 18 років.
Середній дохід на одне домашнє господарство  становив 87 377 доларів США (медіана — 69 821), а середній дохід на одну сім'ю — 116 731 долар (медіана — 102 165). За межею бідності перебувало 12,0 % осіб, у тому числі 15,0 % дітей у віці до 18 років та 17,6 % осіб у віці 65 років та старших.
Цивільне працевлаштоване населення становило 1527 осіб. Основні галузі зайнятості: освіта, охорона здоров'я та соціальна допомога — 28,7 %, роздрібна торгівля — 15,8 %, виробництво — 14,0 %.